# Acanthorhogas parkeri
Acanthorhogas parkeri är en stekelart som beskrevs av Marsh 2002. Acanthorhogas parkeri ingår i släktet Acanthorhogas och familjen bracksteklar. Inga underarter finns listade i Catalogue of Life.